# Dad (película)
Dad (titulada: Mi viejo en Argentina y Mi padre en España) es una película estadounidense de comedia y drama de 1989, dirigida por Gary David Goldberg, que a su vez la escribió junto a William Wharton, los protagonistas son Jack Lemmon, Ted Danson y Olympia Dukakis, entre otros. El filme fue producido por Amblin Entertainment y Ubu Productions; se estrenó el 27 de octubre de 1989.

## Sinopsis
Mientras su madre se mejora en el nosocomio luego de un ataque cardíaco, John pone su agitada vida en pausa para ir a casa, y así ayudar a su anciano padre con los quehaceres del hogar. Más adelante, el hijo de John se suma a ellos y todos crean una relación por primera y, desgraciadamente, última vez.